# Gynacantha nigeriensis
Gynacantha nigeriensis là một loài chuồn chuồn ngô thuộc họ Aeshnidae. Nó được tìm thấy ở Cameroon, Cộng hòa Congo, Ethiopia, Ghana, Guinea, Nigeria, Sierra Leone, Uganda, Zambia, và có thể Tanzania. Các môi trường sống tự nhiên của chúng là các khu rừng ẩm ướt đất thấp nhiệt đới hoặc cận nhiệt đới và đất ngập nước với cây bụi là chủ yếu.